# NGC 3256B
NGC 3256B (другие обозначения — ESO 263-39, MCG -7-22-14, IRAS10268-4408, PGC 30867) — галактика в созвездии Паруса.
Этот объект не входит в число перечисленных в оригинальной редакции «Нового общего каталога» и был добавлен позднее.